# Panacea prolifica
Panacea prolifica är en fjärilsart som beskrevs av Hans Fruhstorfer 1915. Panacea prolifica ingår i släktet Panacea och familjen praktfjärilar. Inga underarter finns listade i Catalogue of Life.